# Plavsko jezero
Der Plavsko jezero (serbisch-kyrillisch Плавско језеро) ist ein See in der Gemeinde Plav, im Nordosten Montenegros.
Der See liegt in einem weiten Tal zwischen Prokletije und Visitormassiv auf einer Höhe von 906 m über dem Meeresspiegel. Er ist neun Meter tief, misst von Nord nach Süd 2160 Meter und in der Breite bis zu 1400 Meter. Er nimmt eine Fläche von etwa zwei Quadratkilometern ein. Wichtigster Zufluss ist die Ljuča, der Abfluss ist der Lim.
Der Plavsko jezero galt lange Zeit als größter Gletschersee des Balkans. Neuere Forschung geht aber davon aus, dass er anders entstanden sein muss, da die Gletscher nie so weit vorgestoßen sein sollen.
Forscher haben zudem 270 Spezies im See nachgewiesen.
Der Plavsko jezero bietet Möglichkeiten zum Baden und zum Wassersport. Wegen der Hechte und verschiedener Forellenarten ist er ein beliebtes Ziel für Angler.